# Akritai
Akritai (řecky ἀκρίται, sg. ἀκρίτης, akrites) je termín používaný v byzantské říši v 9.–11. století, jímž se označovaly armádní jednotky a obyvatelstvo střežící východní hranice říše, čelící muslimským státům na Blízkém východě. Podobná pohraniční stráž, limitanei, byla činná v pozdní římské a raně byzantské armádě.
Jejich přikrášlené činy byly inspirací pro byzantský národní epos Digenis Akritas a cyklus Akritských písní. Jejich úlohu a taktiku popsal Nikeforos II. v díle De velitatione bellica.

## Etymologie
Termín je odvozen z řeckého slova akron či akra, což znamená hranici, pohraniční stráž.

## Činnost
V oficiálním byzantském použití nejde o termín technický, ale popisný – byl obecně aplikován jak na obránce obyvatel, tak na samotné obyvatele oblasti východní hranice, včetně jejich muslimských sousedů. Ve skutečnosti byla byzantská vojska umístěná na hranicích směsí profesionálních vojáků a místní milice, stejně jako nepravidelných jednotek, které samotné představovaly akritai či apelatai. Apelatai sloužili ve vytrvalém boji mezi Byzancí a jejími východním sousedy, charakterizovaném šarvátkami a nájezdy, jako nájezdníci, průzkumníci a hraniční stráže. Kromě lehké pěchoty byly pohraniční jednotky doplněny o lehkou jízdu, tzv. trapezitai či tasinarioi. V případě velkého arabského nájezdu měli za úkol způsobit poplach, pomáhat při evakuaci místního obyvatelstva do různých pevností a zdržet nepřítele, dokud nedorazí posily. Není jisté, zda tito lidé taktéž dostávali část půdy k obdělávání jako ostatní vojáci v themách, či se zaměřovali na své vojenské povinnosti a žili z důchodů z malých statků. Jejich důstojníci však pocházeli z místní aristokracie.
Často byli aktivní jako bandité (na Balkáně byli známí jako chonsarioi, z bulharského výrazu pro zloděje), v eposu Digenes Akritas také vystupují jako lupiči.
Ke konci 10. století způsobilo znovudobytí území na východě to, že akritai byli často etnicky a nábožensky smíšeni; na tento fakt je poukázáno ve výše zmíněném díle Digenis Akritas (doslova „dvojrodý hraničář“, tj. pocházející ze dvou národů, konkrétně „Římanky“ (Byzantinky/Řekyně) a „Saracéna“).

## Recese, obnova a definitivní konec
Akritai ztratili na důležitosti koncem 10. století, když se byzantská hranice posunula na východ, a její ochrana byla zásadně změněna. Menší územní celky (themata) byly spojeny v pět větších, v jejichž čele stál dux a měly silnou posádku profesionálních vojáků (tagma).
Během první poloviny 11. století Byzantinci na východě čelili jen malému nebezpečí, což umožnilo omezení jejich vojenské síly. Výsledkem však později bylo, že nebyli schopni zastavit rychlý pokrok Seldžuckých Turků v Malé Asii (po roce 1071).
Instituci akritai ve smyslu obrany hranic místními obyvateli výměnou za půdu a daňové úlevy opět zavedl Manuel I. Komnenos, když znovu dobyl západní části Malé Asie. Za období Nikájského císařství bylo jejich povinností střežit anatolijské pohraničí proti nájezdům tureckých kočovníků, zejména pak oblast údolí řeky Maiandros. Jejich připojení k Laskaridské dynastii však v roce 1262 vedlo ke vzpouře proti uchvatiteli, císaři Michaelu VIII. Tato vzpoura byla potlačena, akritai byly začleněni do pravidelné armády a jejich výsady byly zrušeny. V důsledku toho přestali během jedné generace existovat, což též přispělo k úplné ztrátě byzantských držav v Malé Asii během 1. poloviny 14. století.